# Emilie Beckmann
Emilie Beckmann, född 4 februari 1997, är en dansk simmare. 

## Karriär
Vid olympiska sommarspelen 2020 i Tokyo, som arrangerades 2021, slutade Beckmann på 22:a plats på 100 meter fjärilsim och gick inte vidare från försöksheaten. Hon var även en del av Danmarks lag tillsammans med Karoline Sørensen, Clara Rybak-Andersen och Signe Bro som slutade på 15:e plats i försöksheatet på 4×100 meter medley.